# Ernst von Heynitz (Politiker)

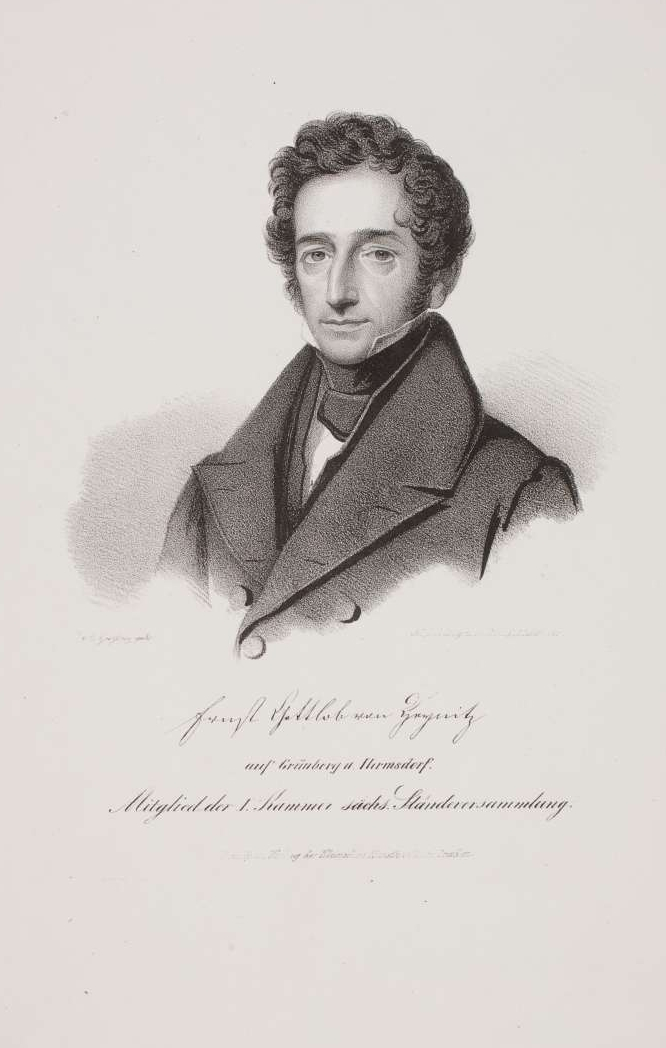
Ernst von Heynitz

Ernst Gottlob von Heynitz (* 12. Februar 1801 in Königshain; † 17. März 1861 in Heynitz) war ein sächsischer Politiker. Er war lebenslanges Mitglied der sächsischen I. Ständekammer in Dresden und besaß die Rittergüter Heynitz und Wunschwitz.

## Leben
Er stammt aus dem meißnischen Uradelsgeschlecht von Heynitz und ist der zweitälteste Sohn von Karl Heinrich Ludwig von Heynitz (1755–1824), der von seinem Onkel Carl Adolph Gottlob von Schachmann Rittergut und Schloss Königshain geerbt hatte. Der Erziehungsbeauftragte von Ernst Gottlob und seinem Bruder Karl war der aus Heynitz stammende Samuel David Roller, der 1799 nach Abschluss seines Theologie-Studiums eine Anstellung bei Karl Heinrich Ludwig von Heynitz erhielt und Patenonkel bei dessen beiden Söhnen wurde. Die Adelsfamilie von Heynitz war mit der Herrnhuter Brüdergemeine verbunden, wodurch sowohl die Kinder, als auch deren Erzieher Roller zu Kontakten mit dem herrnhutischen Pietismus kam.
1823 erwarb Ernst Gottlob von Heynitz Schloss und Gut Hermsdorf von Heinrich Ludwig Burggraf zu Dohna, einem Enkel Nikolaus Ludwig von Zinzendorfs. Bereits unter Burggraf zu Dohna entwickelte sich das Schloss Hermsdorf ab 1808 zu einem Zentrum der herrnhutisch-pietistischen Frömmigkeit und der sächsischen Erweckungsbewegung, das Heynitz ab 1823 als neuer Besitzer weiterführte. Ernst’s Bruder Karl öffnete sein Schloss Königshain der gleichen Bewegung.
Heynitz war zweimal verheiratet. Zu seinen Kindern zählen der Bergamtsassessor Georg von Heynitz (1825–1887) und der Besitzer von Oberrheinsberg, Otto von Heynitz.